# Панамська плита

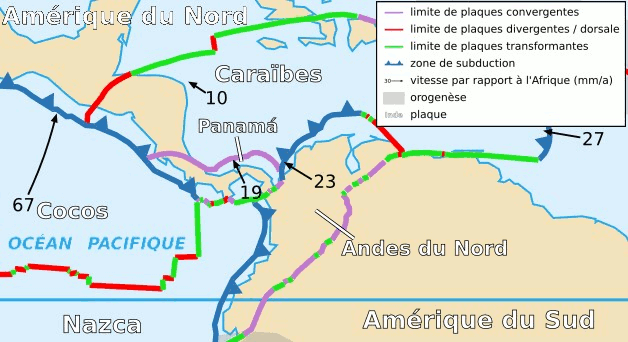
Розташування Панамської плити

Панамська плита — тектонічна мікроплита. Має площу — 0,00674 стерадіан. Зазвичай розглядається у складі Карибської плити.
Розташована на теренах Панами і Коста-Рики.
Має конвергентну границю з Карибською плитою. Трансформаційну границю з плитою Наска й Північноандською плитою. Зону субдукції з плитою Кокос.